# Prionolabis luteibasalis
Prionolabis luteibasalis är en tvåvingeart som först beskrevs av Alexander 1934.  Prionolabis luteibasalis ingår i släktet Prionolabis och familjen småharkrankar. Inga underarter finns listade i Catalogue of Life.